# Tsenter Avangard
Tsenter Avangard (en yidis: צענטער אַוואַנגאַרד‎) o, en idioma español, Centro de Vanguardia; fue una organización socialista judía en Argentina que estuvo activa entre los años 1908-1914.

## Historia
El Tsenter Avangard surgió de una escisión de la Organización Laboral Judía Socialdemócrata de Argentina (Avangard), un grupo bundista (de Bund, en yidis: בונד‎), un movimiento socialista judío secular cuya primera manifestación organizativa fue la Unión General de Trabajadores Judíos de Lituania, Bielorrusia, Polonia y Rusia, fundado en el Imperio Ruso en 1897.
Los fundadores de Tsenter Avangard eran conocidos como la facción iskrovzes, nombre inspirado en la publicación rusa Iskra (en ruso: И́скра, La Chispa). Eran hablantes de ruso y tenían un enfoque asimilacionista en contraste con la línea yiddishkayt de los bundistas.
En marzo de 1908, los iskrovzes fundaron el "Círculo Ruso". El Círculo Ruso fue admitido como unidad de propaganda lingüística en el Partido Socialista de Argentina con el nombre de Centro Avangard. Durante la división del Centro Avangard, las dos facciones pelearon por el control de la biblioteca de la organización. En agosto de 1908 comenzaron a publicar la revista mensual Der Avangard ('La Vanguardia" en español), y que salió hasta 1910, retomándose luego en enero de 1916, manteniendo una periodicidad intermitente hasta 1920.
Las figuras clave de Tsenter Avangard fueron A. Bondarev e Y. Sheyner.
Tsenter Avangard publicó entre los años 1908-1910, Di shtime fun Avangard (en yidis: די שטימע פון אַוואַנגאַרד‎, que en español significa "la voz de la vanguardia") como órgano oficial del movimiento.
Tsenter Avangard desapareció en gran medida bajo el estado de sitio del Centenario de Argentina de 1910. Finalmente, en el año 1914 el Partido Socialista de Argentina cerró el Tsenter Avangard y sus demás centros lingüísticos. Sin embargo, la tendencia iskrovzes continuó operando y publicó el periódico Golos Avangard.